# Stefan Hentschel

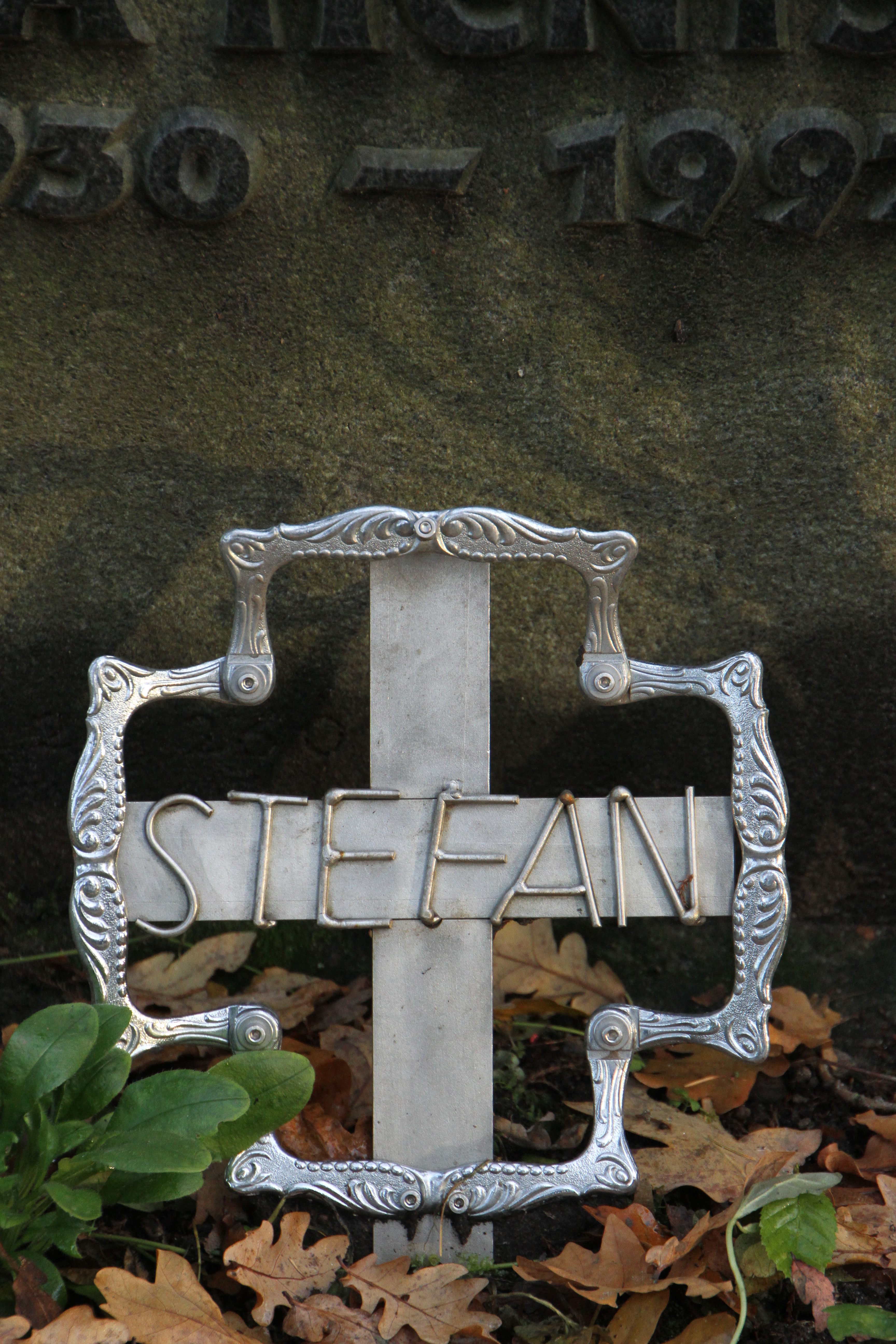
Grab von Stefan Hentschel auf dem Friedhof Ohlsdorf (2012)

Stefan Hentschel (* 30. September 1948 in Chemnitz-Gablenz; † 18. Dezember 2006 in Hamburg) war ein Zuhälter und Boxer auf St. Pauli.

## Leben
Hentschel lebte bis zu seinem neunten Lebensjahr bei seinen Großeltern und zog dann nach Hamburg. Am 21. September 1973 bestritt er in der Ernst-Merck-Halle seinen ersten und einzigen Kampf als Profiboxer. Dabei wurde er von Erwin Andreas Josefa „Big Ali“ (1949–2019) aus Curaçao in der zweiten Runde  k. o. geschlagen. Daraufhin beendete Hentschel, nach weniger als sechs Kampfminuten, seine „Profiboxer-Laufbahn“. Das Hamburger Abendblatt berichtete über Hentschels Kampf wie folgt: „Das erste Kapitel im Boxprogramm war für übereifrige Manager und für die weiblichen Fans, die den Body-Builder Stefan Hentschel bewunderten, als dieser seinen Bademantel auszog, ein trauriges: Stefan Hentschel, der Boxer aus der Retorte, der noch nie einen echten Kampf bestritten hatte, der als K.o.-König den staunenden Betrachtern vorgestellt wurde, erlebte eine Blamage, wie sie ihm keiner gönnte. (…) In der zweiten Runde lagen die Muskelpakete des schönen Stefan zum zweiten Mal am Boden. Mit dem ‚Aus‘ gegen den zweitklassigen Josefa kam die Ernüchterung.“
Hentschel galt in den 1980er-Jahren mit seinem Kumpan Waldemar Dammer, genannt Neger-Waldi, als Rotlicht-Pate auf dem Kiez von St. Pauli. Er war in den Kiez-Krieg verwickelt und überlebte mehrere Mordanschläge; bei einem Angriff mit einem Weißbierglas verlor er sein rechtes Auge. Hentschel war medienpräsent, beispielsweise durch seine Mitarbeit an der NDR-Reportage Hamburg-St. Pauli – da, wo die Kontraste knallen oder die Publikation Hamburgs Nachtjargon. Die Sprache auf dem Kiez in St. Pauli des Sprachforschers Klaus Siewert.
Am 18. Dezember 2006 tötete sich Hentschel im Boxkeller der Szene-Kneipe Zur Ritze an der Reeperbahn selbst. Die letzten Wochen vor seinem Suizid war er depressiv und äußerte gegenüber Freunden seine „Abwanderungsgedanken“. Nach seinem Tod wurde in der Presse über massive Geld- und Drogenprobleme spekuliert. Beigesetzt wurde Hentschels Urne auf dem Friedhof Ohlsdorf im Grab seiner Eltern.

## Internetphänomen
Internationale Bekanntheit erlangte Hentschel durch seinen Auftritt in einer als Internetvideo kursierenden Szene aus dem Dokumentarfilm Der Boxprinz von Gerd Kroske über das Leben des Boxers Norbert Grupe, der sich „Prinz von Homburg“ nannte: Während Hentschel über die Große Freiheit, eine Seitenstraße der Reeperbahn auf St. Pauli, flaniert und auf Nachfrage des Reporters von seinen Anfängen im Rotlichtmilieu erzählt, werden die Dreharbeiten unversehens durch einen Mann gestört, der eigenmächtig in das Bild tritt und das Kamerateam anspricht. Hentschel fordert den jungen Mann auf, weiterzugehen („Hast Du ’n Problem?! Geh weiter!“). Da dieser auf die Aufforderung nicht reagiert, sondern ihn nur erstaunt anstarrt, ohrfeigt er ihn und empfiehlt ihm, zu verschwinden („Noch ’n Problem? Besser isses!“). Hentschel fordert anschließend das Filmteam auf, mit ihm weiterzugehen („So, komm, weiter!“), da er „keinen Bock“ darauf habe, „hier mit den Arschlöchern rumzureden“. Wenige Augenblicke später grüßt Hentschel in bester Laune einen „guten Freund“ („Hallo Werner!“). Diese Szene erlangte im Internet Kultstatus.
Er erklärte später, dass die Filmaufnahmen vorher schon mehrfach unterbrochen werden mussten, da eine Gruppe von drei jungen Männern immer wieder störte, zu der der Geohrfeigte gehörte.

## Film
- Gerd Kroske: Der Boxprinz. Realistfilm, 2000
- dctp: Tod eines Zuhälters – das exzessive Leben einer Hamburger Kiezlegende. VOX, 2007
- Spiegel TV: „Ich bin ein göttlicher Zuhälter“ – Leben und Sterben einer Kiezlegende. VOX, 2008